# Cikutoxin
A cikutoxin alifás, kétértékű alkohol, molekulájának szénlánca két hármas és három kettős kötést tartalmaz; összegképlete C17H22O2. Mérgező vegyület.

## Előfordulása
A természetben több növényben, így például a gyilkos csomorikában (Cicuta virosa) is megtalálható.

## Tulajdonságai
Standardállapotban sárga, kristályos anyag. Optikailag aktív izomerjének olvadáspontja 54 °C, a racém izomeré 67 °C. Forró vízben, lúgokban és egyes szerves oldószerekben (például alkoholban, kloroformban, éterben) jól oldódik. Szerkezetét 1953-ban határozták meg, mesterségesen pedig B. E. Hill állította elő először 1955-ben. A természetben előforduló cikutoxin csak transz típusú kettős kötéseket tartalmaz.
A gyomor–bélcsatornán át felszívódó, mérgező vegyület. GABAA-receptor antagonista. Felgyorsítja a szívverést és a légzést. Erős fájdalmat okoz a szájban, garatban és a hasban, valamint visszatérő hányingert. Epilepsziához hasonló görcsökkel jár, súlyos esetben halált okoz.

## Fordítás
Ez a szócikk részben vagy egészben  a   Cicutoxin című angol Wikipédia-szócikk fordításán alapul.  Az eredeti cikk szerkesztőit annak laptörténete sorolja fel. Ez a jelzés csupán a megfogalmazás eredetét és a szerzői jogokat jelzi, nem szolgál a cikkben szereplő információk forrásmegjelöléseként.